# Animacija
Animácija (latinsko animare - obuditi v življenje) je iluzija gibanja, ki se doseže s hitrim prikazovanjem sličic. Vsaka sličica je nekoliko drugačna od predhodne. Običajno posnamejo 24 ali 12 sličic na sekundo, kar presega sposobnost človeškega vida razločiti posamezne sličice.
Glavni tipi animacije so risba na celuloidnih folijah, animacija lutk in predmetov ter računalniška animacija.

## Računalniška animacija
Računalniška animacija je podzvrst računalniškega oblikovanja. Računalniško oblikovanje v glavnem preučuje ukvarjanje/upravljanje z vizualno in geometrijsko informacijo pri čemer uporablja računalniške tehnike.
Kljub temu pa se ta izraz pogosto nanaša na 3D računalniško oblikovanje, obdaja pa tudi 2D računalniško oblikovanje in urejanje podobe. Računalniška animacija pa ni v bistvu nič drugega kot uporaba algoritmov računalniške grafike v praksi, zajema različne tehnike, bistveno pri njej pa je, da se animacija digitalno ustvarja v računalniku. Modele predmetov se lahko animira tako, da se s časom spreminja njihova lega, velikost, oblika, barva, teksturo itd. Animira se lahko tudi osvetlitev predmetov in lega kamere (oziroma pogled navideznega gledalca) v sceni. Animira se lahko tudi atmosferske pogoje. Animacija temelji na postavitvi ključev (key-frames). To pomeni, da se v določenih sličicah (frames) pripravljene časovne animacije določi parametre animiranega predmeta (njegovo lego, usmeritev, barvo itd). Zajema različne tehnike, bistveno pri njej pa je, da se animacija digitalno ustvarja v računalniku. Računalniška animacija se v grobem deli na 3D (trirazsežne) in 2D (dvorazsežne) tehnike. Na ta način se med seboj razlikujejo tudi računalniška orodja, ki omogočajo izdelavo animacije. 2D tehnike pa se delijo še na bitne in vektorske.
Eden izmed prvih prikazov računalniške animacije je bil v filmu Futureworld (1976), kateri je vseboval animacijo človeške roke in obraza. Animirala sta jo Ed Catmull in Fred Parke na Univerzi Utaha.